# Hygrotus impressopunctatus
Hygrotus impressopunctatus is een keversoort uit de familie waterroofkevers (Dytiscidae). De wetenschappelijke naam van de soort is voor het eerst geldig gepubliceerd in 1783 door Schaller.